# I liga polska w piłce siatkowej kobiet (1987/1988)
I liga polska w piłce siatkowej kobiet 1987/1988 - 52. edycja rozgrywek o mistrzostwo polski w piłce siatkowej kobiet.

## Drużyny uczestniczące
| | I liga 1987/1988       |   |      |
| --- | ---------------------- | - | ---- |
| SŁU | Czarni Słupsk          | 1 | PEMK |
| BIE | BKS Stal Bielsko-Biała | 2 | PEZP |
| ŁÓD | ŁKS Łódź               | 3 |      |
| WRO | Gwardia Wrocław        | 4 |      |
| MIL | Płomień Milowice       | 5 |      |
| WAR | Polonez Warszawa       | 6 |      |
| WAR | AZS AWF Warszawa       | 7 |      |
| KRA | Wisła Kraków           | 8 |      |
| | Awans z II ligi        |   |      |
| KAT | Kolejarz Katowice      |   |      |
| TOR | Budowlani Toruń        |   |      |
| Oznaczenia: - kolumna pierwsza – skróty nazw drużyn wpisane na mapie (jeśli ta została zamieszczona), - kolumna trzecia – miejsce zajęte przez daną drużynę w poprzednim sezonie. |                        |   |      |

## Rozgrywki
Tabela
| Lp. | Drużyna                | Pkt | Mecze | Mecze | Mecze | Sety | Sety | Sety  |
| Lp. | Drużyna                | Pkt | M     | W     | P     | wyg. | prz. | ratio |
| --- | ---------------------- | --- | ----- | ----- | ----- | ---- | ---- | ----- |
| 1   | BKS Stal Bielsko-Biała | 68  | 36    | 32    | 4     | 98   | 31   | 3.161 |
| 2   | Czarni Słupsk          | 65  | 36    | 29    | 7     | 93   | 41   | 2.268 |
| 3   | Wisła Kraków           | 62  | 36    | 26    | 10    | 90   | 47   | 1.915 |
| 4   | Płomień Milowice       | 54  | 36    | 18    | 18    | 71   | 67   | 1.060 |
| 5   | Gwardia Wrocław        | 53  | 36    | 17    | 19    | 66   | 73   | 0.904 |
| 6   | Kolejarz Katowice      | 52  | 36    | 16    | 20    | 66   | 70   | 0.943 |
| 7   | Polonez Warszawa       | 52  | 36    | 16    | 20    | 87   | 77   | 1.130 |
| 8   | ŁKS Łódź               | 50  | 36    | 14    | 22    | 58   | 77   | 0.753 |
| 9   | AZS AWF Warszawa       | 44  | 36    | 8     | 28    | 38   | 90   | 0.422 |
| 10  | Budowlani Toruń        | 40  | 36    | 4     | 32    | 23   | 100  | 0.230 |

     spadek do II ligi

## Klasyfikacja końcowa
| Miejsce | Drużyna                |
| ------- | ---------------------- |
| 1.      | BKS Stal Bielsko-Biała |
| 2.      | Czarni Słupsk          |
| 3.      | Wisła Kraków           |
| 4.      | Płomień Milowice       |
| 5.      | Gwardia Wrocław        |
| 6.      | Kolejarz Katowice      |
| 7.      | Polonez Warszawa       |
| 8.      | ŁKS Łódź               |
| 9.      | AZS AWF Warszawa       |
| 10.     | Budowlani Toruń        |

     spadek do II ligi